# Храм Апостолов Петра и Павла (Малаховка)
Храм Апостолов Петра и Павла — православный храм Люберецкого благочиния Московской областной епархии. Расположен на Советской улице в городском поселении Малаховка. При храме действует детская церковноприходская школа. 

## История

### Строительство
О строительстве храма в Малаховке задумывались давно. Братья Павел и Сергей Соколовы, у которых была переданная по наследству от отца земля в посёлке, начали разработку первого проекта православного храма в 1901 году. 
Зимой 1902 года по неизвестным причинам Соколовы отказались от проекта, который был утверждён Духовной Консисторией, и летом заложили кирпичный фундамент размерами 34х17 метров.
Строительство основной части храма было начато в 1903 году, предполагаемо, по проекту Алексея Викторовича Щусева. Храм возводили из соснового дерева, так как в окрестностях располагался сосновый бор.
К концу 1903 года строительство было практически завершено: уже были готовы основная часть, звонница, алтарь, купола; был приглашён настоятель Павел Константинович Хавский. Однако, результат строительства не понравился братьям Соколовым, и поэтому храм перестраивали и расписывали в течение нескольких лет, пока в 1909 году не был сооружён окончательный вариант.
В 1910 году храм принял первых посетителей.

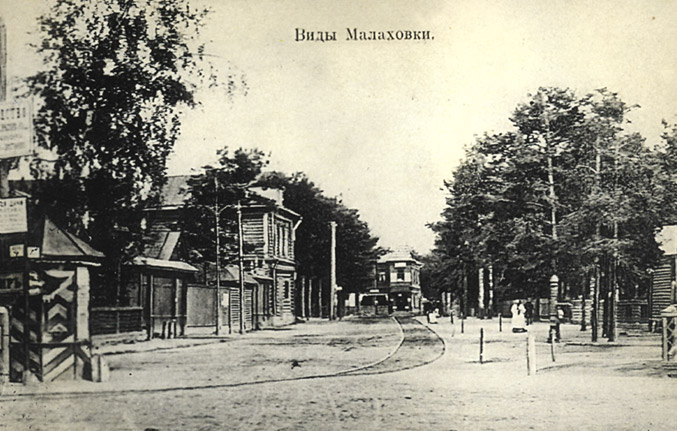
Петропавловская улица в 1913 году

### 1910—1916 гг.
С каждым годом население Малаховки стремительно увеличивалось. В 1910 году в посёлке проживало 3 тысячи человек, а к концу 1911 года — около 10 тысяч, поэтому храм стало посещать все большее количество человек. Также, к 1911 году, на Петропавловской улице (ныне Советской) была проложена конка, построен Летний театр.
На протяжении четырёх лет (с 1910 по 1914) церковь была главным религиозным центром региона, но с наступлением Первой мировой войны она постепенно начала приходить в упадок. В 1914 году конка была разобрана на рельсы для стратегических объектов, братья Соколовы, до сих пор спонсировавшие храм, ушли на фронт. 

### Советский период
В 1934 году власти запретили колокольный звон, а в 1937 году храм был закрыт.

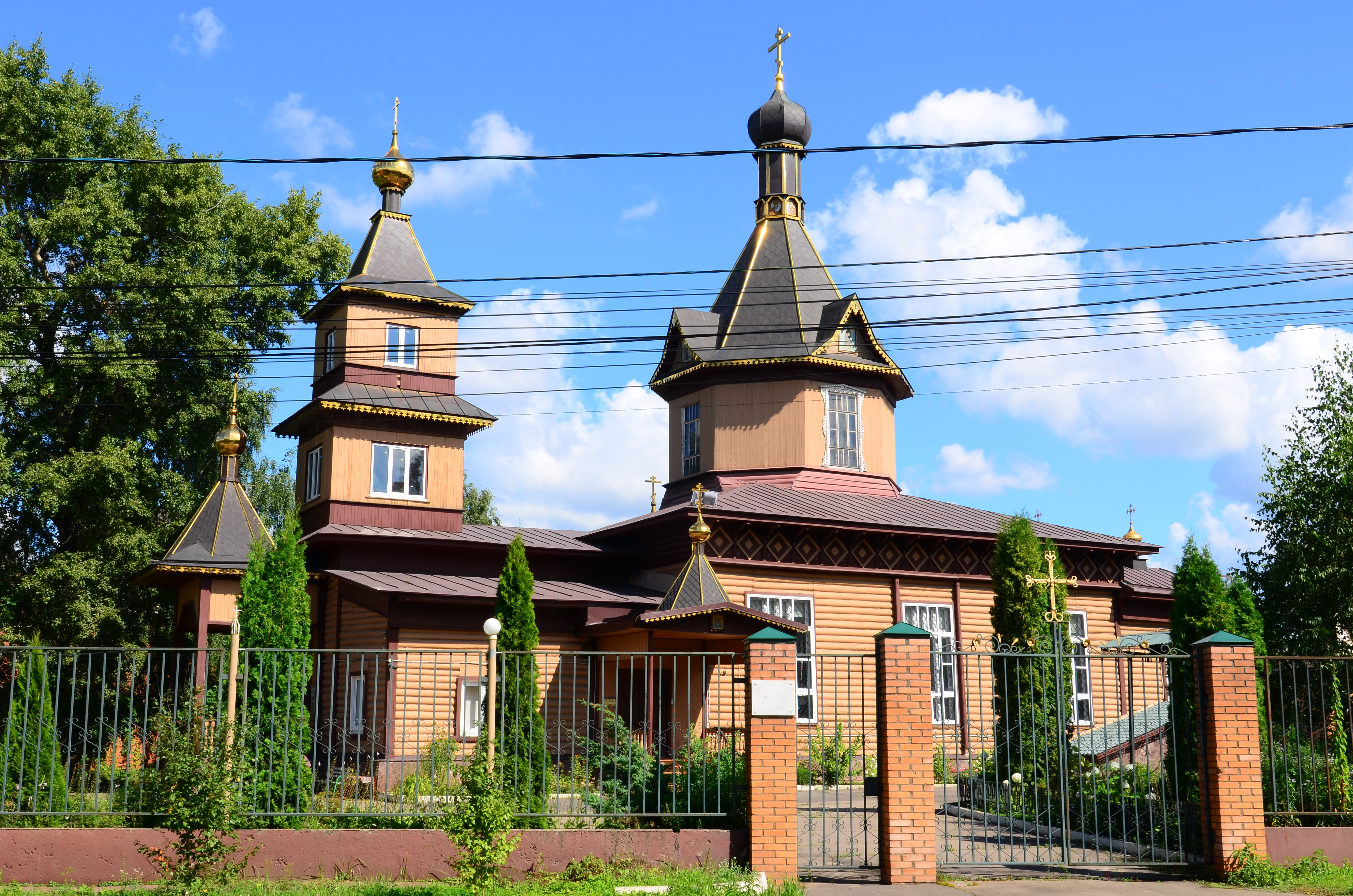
Храм летом 2017 года

### Наши дни
В 1992 году храм был возвращен Русской Православной Церкви. Весной 1993 года возобновились богослужения, а с 1994 года храм восстанавливается.

## Состояние
На 24 марта 2019 года Петропавловский храм — действующий. Имеются два придела: правый — во имя святой равноапостольной княгини Ольги, левый — во имя святителя Алексия, Митрополита Киевского и всея Руси. Настоятелем храма является протоиерей Александр Иванович Осипов (род. 1955), также для служения в храм был переведён архимандрит Никон (Матюшков) (род. 1948).